# Réunion de famille (film, 1936)
Pour plus de détails, voir Fiche technique et Distribution.
Réunion de famille (家族会議, Kazoku kaigi) est un film japonais de Yasujirō Shimazu sorti en 1936 et adapté d'un roman de Riichi Yokomitsu.

## Synopsis
Takayuki Shigezumi est courtier à Tokyo. Il est amoureux de Yasuko qui vit à Osaka mais leur relation est compliquée par le fait que M. Nire, le père de Yasuko a par le passé poussé le père de Takayuki à la banqueroute puis au suicide. Et maintenant, il semble que ce soit la société de Takayuki, la prochaine cible de M. Nire.

## Fiche technique
- Titre français : Réunion de famille
- Titre original : 家族会議 (Kazoku kaigi?)
- Réalisation : Yasujirō Shimazu
- Scénario : Tadao Ikeda, d'après un roman de Riichi Yokomitsu
- Photographie : Takashi Kuwabara et Shihiro Mizutani
- Direction artistique : Yonekazu Wakita
- Montage : Takashi Kuwabara et Shihiro Mizutani
- Sociétés de production : Shōchiku
- Pays de production :  Empire du Japon
- Langue originale : japonais
- Format : noir et blanc - 1,37:1 - 35 mm - son mono
- Genre : drame
- Durée : 76 minutes
- Date de sortie :
  - Empire du Japon : 3 avril 1936[1]

## Distribution
- Shin Saburi : Takayuki Shigezumi
- Kōkichi Takada : Rentaro Kyogoku
- Michiko Oikawa : Yasuko Nire
- Michiko Kuwano : Kiyoko Kajiwara
- Sanae Takasugi : Shinobu Ikejima
- Hideo Fujino : Nobusuke Ikejima, le père de Shinobu
- Yasuko Tachibana : Haruko
- Ryōtarō Mizushima : M. Onoue, le père de Haruko
- Reikichi Kawamura : M. Kajiwara, le père de Kiyoko
- Utaro Suzuki : la mère de Takayuki
- Chōko Iida
- Tokuji Kobayashi : un commis
- Tatsuo Saitō
- Takeshi Sakamoto